# Luis García Guijarro
Luis García Guijarro (Valencia, 1885 - Madrid, 1974) fue un empresario y político tradicionalista y derechista español, sobrino del político carlista Antonio Aparisi y Guijarro. 

## Biografía
Estudió derecho y filosofía y letras en la Universidad de Valencia, participando en la Academia Jurídico-Escolar del Ateneo Científico. Se doctoró en la Universidad Central de Madrid, ampliando sus estudios en la Sorbona de París, en la Universidad de Toulouse y en la Universidad Yale.
En 1916 fue elegido diputado a Cortes por Valencia como tradicionalista, e inició una intensa carrera diplomática. Fue elegido nuevamente diputado con la Comunión Tradicionalista en las elecciones de 1918 y 1919. Tras producirse en el seno de la comunión el cisma de Vázquez de Mella en 1919, se presentó en las elecciones de 1920 como candidato por Valencia por cuarta vez consecutiva en una candidatura católico-monárquica que aspiraba a aunar a los católicos, saliendo elegido. En las elecciones de 1923 se presentó por la Agrupación Regional de Acción Católica, obteniendo nuevamente acta de diputado. Su triunfo, añadido al conseguido de nuevo por la ARAC en las elecciones provinciales de junio siguiente, demostraba las posibilidades en Valencia de un partido católico. A la vez consolidaba el liderazgo de Manuel Simó y Luis Lucia, que desde el Diario de Valencia urgirá a la continuación de la tarea empezada de reorganización católica.
Durante la Dictadura de Primo de Rivera compaginó su labor como empresario agrario naranjero en Villavieja con la de miembro de la Asamblea Nacional, donde defendió los intereses de la economía agraria valenciana, y asesor del Consejo de Economía Nacional. También fue secretario general de la Unión Nacional de la Exportación Agrícola, organismo creado siguiendo el modelo de Estado corporativo.
En 1930 fue nombrado director general de Aduanas y Consejero comercial en los Balcanes y Turquía. La proclamación de la Segunda República Española no le impidió continuar desempeñando estos cargos, de los que dimitió en 1933 para dedicarse nuevamente a la política. Asimismo, participó activamente en la creación de la Derecha Regional Valenciana, partido con el que fue elegido diputado por la provincia de Valencia en las elecciones generales de 1933 dentro de las listas de la CEDA. Destacó en el Congreso por la defensa de la agricultura valenciana y de 1935 a 1936 fue embajador en Praga. Fue nuevamente elegido diputado por la CEDA en las elecciones de 1936.
Al estallar la guerra civil española se puso de parte de los sublevados y fue nombrado delegado especial de Presidencia para Baleares por la Junta Técnica de Burgos. Después de la guerra fue presidente de diversos organismos agrarios hasta ser nombrado en 1943 ministro-consejero de Economía Exterior en la embajada de España en Washington D. C., cargo que desempeñaría hasta 1951.

## Obras
- Efecto de las bajas temperaturas en las plantas y frutos agrios (1927)
- Las relaciones comerciales hispano-británicas (1927)
- El problema arrocero en España (1927)
- La Guerra de la Independencia y el guerrillero Romeo (1908).